# Hermann Ferdinand Hitzig

Hermann Ferdinand Hitzig

Hermann Ferdinand Hitzig (* 25. Januar 1868 in Burgdorf BE; † 26. Juli 1911 in Zürich) war ein Schweizer Rechtshistoriker.

## Leben und Werk
Hermann Ferdinand Hitzig stammte aus einer badischen Gelehrtenfamilie. Sein Grossvater war der protestantische Theologe Ferdinand Hitzig (1807–1875), sein Vater Hermann Hitzig (1843–1918) war Gymnasiallehrer in Bern und später Professor für Klassische Philologie an den Universitäten in Bern und Zürich.
Hermann Ferdinand Hitzig besuchte das Städtische Gymnasium in Bern, wo er 1885 das Maturitätsexamen bestand. Da er mit 17 Jahren zu jung für die Immatrikulation an einer Schweizer Hochschule war, studierte er an der Universität Montpellier Französisch, Griechisch und Latein. Anschliessend wechselte er an die Universität Bern, an der er auch blieb, nachdem seine Familie 1886 nach Zürich umgezogen war. Während seiner Berner Studienzeit wechselte Hitzig zur Rechtswissenschaft und gab Privatunterricht. Er setzte sein Studium an den Universitäten zu Leipzig und Zürich fort, wo er im Januar 1891 mit dem Prädikat „summa cum laude“ zum Dr. jur. promoviert wurde.

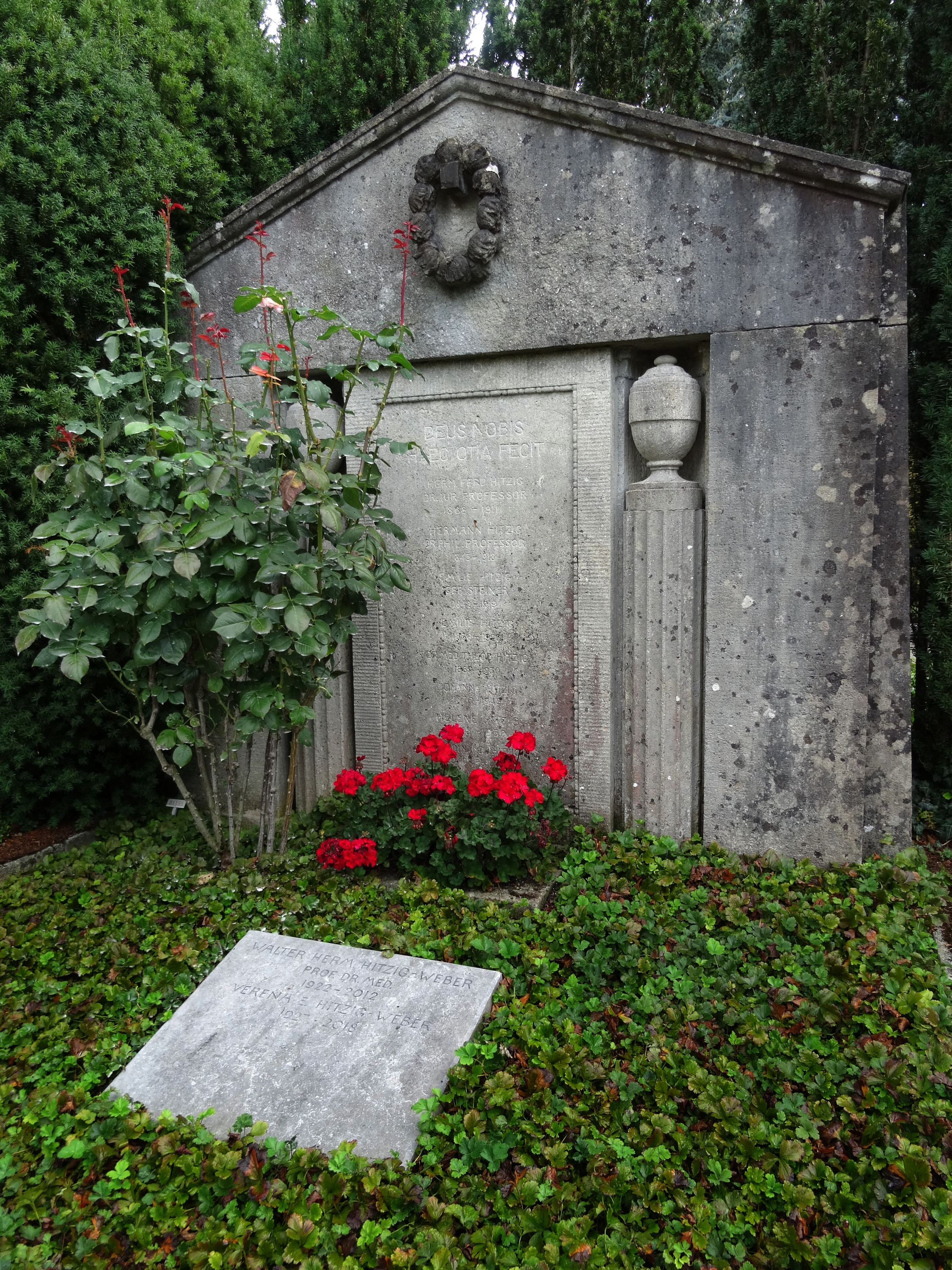
Grab, Friedhof Enzenbühl, Zürich

Nach der Promotion arbeitete Hitzig eineinhalb Jahre als Gehilfe in einem Anwaltsbüro in Winterthur. Sein Ziel blieb jedoch die akademische Laufbahn. Im Juni 1892 habilitierte er sich an der Zürcher Universität für Rechtswissenschaft und lehrte dort fortan als Privatdozent für Römisches Recht. Durch seinen Lehrerfolg stieg er an der Universität zügig auf: 1895 wurde er zum ausserordentlichen Professor ernannt, 1897 zum ordentlichen Professor. Von 1898 bis 1900 fungierte er als Dekan der juristischen Fakultät. Rufe an auswärtige Universitäten lehnte er ab (Breslau 1907, Straßburg 1909, Leipzig 1911). Für das Jahr 1912 war er als Rektor der Universität Zürich im Gespräch; aber kurz nach dem Ende der Vorlesungszeit, am 26. Juli 1911, starb er an den Folgen einer Operation. Seine letzte Ruhestätte fand er auf dem Friedhof Enzenbühl in Zürich.
Hitzigs Forschungsschwerpunkt war das antike Recht, insbesondere das griechische Pfandrecht und das römische Strafrecht. Er legte seine Forschungsergebnisse in zahlreichen kleinen Abhandlungen vor, die insbesondere für die Erforschung des griechischen Rechts wegweisend waren. Auf diesem Gebiet verfasste er auch zahlreiche Artikel für Paulys Realencyclopädie der classischen Altertumswissenschaft (RE).

## Schriften (Auswahl)
- De magistratuum et iudicum Romanorum assessoribus. Bern 1891 (Dissertation, Universität Zürich).
- Die Stellung Kaiser Hadrians in der römischen Rechtsgeschichte. Zürich 1892 (Antrittsrede).
- Die Assessoren der römischen Magistrate und Richter. München 1893 (erweiterte Fassung der Dissertation).
- Das griechische Pfandrecht. Ein Beitrag zur Geschichte des griechischen Rechts. München 1895.
- Iniuria. Beiträge zur Geschichte der Iniuria im griechischen und römischen Recht. München 1899.
- Die Bedeutung des altgriechischen Rechtes für die Vergleichende Rechtswissenschaft. Stuttgart 1906.
- Die Grenzen des Erbrechts. Zürich 1908.
- Die Herkunft des Schwurgerichts im römischen Strafprozess. Eine Hypothese. Zürich 1909.